# Szkoła z Bergen

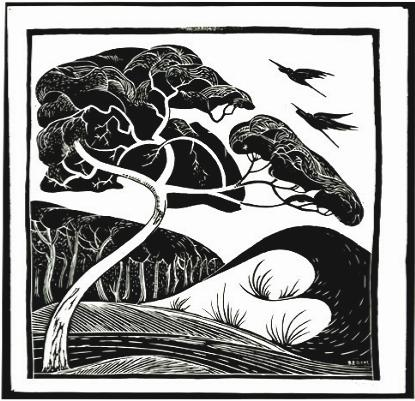
Krajobraz diun – drzeworyt Bernarda Essersa 1922-1923

Szkoła z Bergen (niderl. Bergense School) – ugrupowanie holenderskich malarzy zgromadzonych w roku 1915 w miejscowości Bergen wokół francuskiego malarza Henri Le Fauconniera. 
Kierunek artystyczny reprezentowany przez członków ugrupowania był reakcją na ówczesną dominację impresjonizmu. W ich dziełach kolorystyka ograniczała się głównie do szarości i brązów. 
Do wybitnych członków ugrupowania należeli Leo Gestel (1881-1941), tworzący pod wpływem flamandzkiego ekspresjonizmu i Matthieu Wiegman (1881-1971), twórca głównie obrazów treści religijnej. Również wczesne dzieła malarki Charley Toorop (1891-1955) wykazują wpływy stylu tego ugrupowania. 
Szkołę z Bergen wspierał mecenas i kolekcjoner sztuki Piet Boendermaker (1877-1947).